# Anatolij Aleksin
Anatolij Georgievič Goberman, meglio noto con il nome d'arte di Anatolij Aleksin (in russo Анатолий Георгиевич Гоберман?; Mosca, 3 agosto 1924 – Lussemburgo, 1º maggio 2017), è stato uno scrittore, poeta e drammaturgo russo.

## Biografia
Il padre George Goberman era un vecchio bolscevico che partecipò al Fronte orientale e all'intervento in Siberia, mentre la madre Marija svolgeva l'occupazione di attrice.
Ancora adolescente, durante gli anni trenta iniziò a scrivere le prime poesie per il quotidiano russo Pionerskaya Pravda. Allo scoppio della seconda guerra mondiale si rifugiò con la madre a Kamensk-Ural'skij, negli Urali. Dopo aver trovato un piccolo appartamento a Krasnaya Gorka, lavorò come direttore esecutivo per un quotidiano locale. Nel 1950 si laureò all'Istituto Moscovita di Studi Orientali, poi inglobato nell'odierna MGIMO. Poco tempo dopo pubblicò la sua prima novella, Trentuno giorni (Tridtsat odin den), utilizzando il nome d'arte di Anatolij Aleksin.
Fu a lungo membro dell'Unione degli scrittori sovietici, nonché membro della redazione della rivista Yunost.
Tra il 1993 e il 2012 ha risieduto in Israele. È morto il 1º maggio 2017 a Lussemburgo, nell'omonimo Stato, dove viveva da diversi anni.